# Akademický obřad
Akademický obřad je slavnostní akt, konaný na půdě vysoké školy. Vystupují při něm akademičtí funkcionáři, účastní se ho členové akademické obce. Při obřadech se používá slavnostní oděv (talár) a odznaky univerzity či fakulty (insignie, rektorský či děkanský řetěz, žezlo a podobně). Obřady se většinou tradují po dlouhá staletí, tomu odpovídá jejich (byť zmodernizovaná) podoba.
Konkrétní podoba jednotlivých akademických obřadů je určena zvyklostmi a vnitřními směrnicemi jednotlivých vysokých škol. Na některých školách například studenti vůbec nepoužívají taláry, imatrikulace je na různých školách veřejná či neveřejná a podobně.

## Nejčastější akademické obřady

### Imatrikulace studentů
Obřad, při kterém jsou noví studenti slavnostně přijímáni do akademické obce. Probíhá v prvním ročníku studia, často bez přístupu veřejnosti. Studenti při něm skládají imatrikulační slib. Jedině imatrikulovaný student má právo na akademických obřadech nosit studentský talár.

### Promoce absolventů
Slavnostní akt probíhající na konci studia. Úspěšní absolventi jsou slavnostně promováni. Za účasti akademických hodnostářů, rodičů a veřejnosti skládají promoční slib a přebírají vysokoškolský diplom prokazující jejich nárok na používání akademického titulu.

### Inaugurace rektora či děkana
Při tomto obřadu je slavnostně uveden do funkce nový rektor univerzity či děkan fakulty. Nový funkcionář složí slavnostně slib a převezme od odstupujícího funkcionáře insignie příslušející jeho úřadu. Obřadu se účastní členové akademické obce fakulty či univerzity, stejně jako zástupci jiných univerzit.

### Jmenování docentů a profesorů
Nově habilitovaní docenti jsou jmenováni rektorem univerzity, na které získali docentský titul. Noví profesoři jsou na návrh rektora své univerzity jmenováni prezidentem republiky.

### Udělení čestného doktorátu, vyznamenání
Obřad se koná při příležitosti udělení čestného doktorátu či jiného vyznamenání udělovaného vysokou školou.

### Slavnostní zasedání akademického senátu, vědecké rady, akademické obce
Ve výjimečných případech se svolá slavnostní zasedání některého orgánu univerzity. Běžná zasedání akademického senátu, vědecké rady či setkání akademické obce nemají slavnostní charakter.

## Oslovení funkcionářů při obřadech
Jelikož akademické obřady jsou tradiční a vycházejí z doby, kdy vyučovacím jazykem na univerzitách byla latina, používají se často při obřadech latinská oslovení akademických funkcionářů. Samotný obřad (ceremoniál) přitom většinou bývá veden v češtině, latina se již vyskytuje jen výjimečně (například jen při velmi slavnostních obřadech).
- Rektor – oslovujeme Vaše Magnificence pane rektore (hovoříme o Jeho Magnificenci panu rektorovi) (vznešený)
- Děkan – Spectabilis, množné číslo Spectabiles (slovutný)
- Prorektor – Spectabilis (slovutný) nebo Maiestas (důstojný)
- Ostatní funkcionáři, proděkani, předsedové akademických senátů, členové vědecké rady apod. – Honorabilis, množné číslo Honorabiles (velevážený, ctihodný)
- Promotor (funkcionář, který vede obřad) – Honorabilis (velevážený, ctihodný) nebo Honestus (vážený, ctěný), pokud není současně rektorem či děkanem.

Pokud prorektor či proděkan zastupují při akademickém obřadu rektora či děkana, přísluší jim jejich tituly (Magnificence, Spectabilis). Někdy se používá titul Honoratus (vážený, ctěný) pro funkcionáře, kteří nemají hodnost profesora (tedy pro docenty a nižší).